# Torre civica (Treviso)
La torre civica di Treviso è una torre civica di età medievale che si innalza dal palazzo del Podestà in piazza dei Signori a Treviso, alta 48 metri.

## Storia e descrizione
La torre fu costruita nel 1218 durante l'età comunale con il complesso del Palazzo dei Trecento. Tra il 1265 e il 1268 la torre venne inglobata nell'ampliamento verso ovest del Palazzo del Podestà. Nei secoli seguenti venne abbellita e nobilitata da un orologio con grande quadrante rivolto verso la piazza e coperta da una lanterna. 

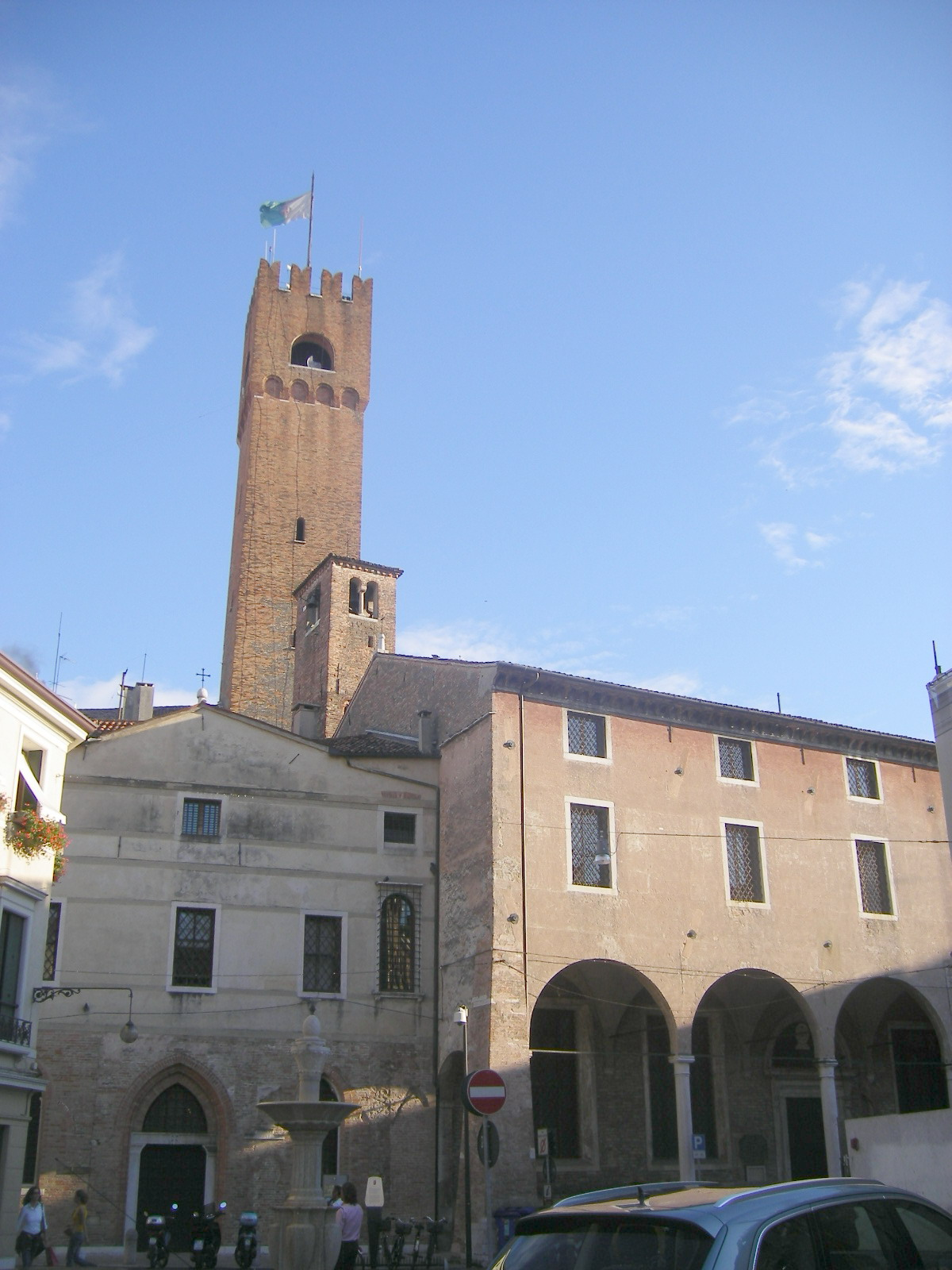
La torre vista da Piazza San Vito.

Nel 1877 subì lavori di restauro e ricostruzione, ad opera dell'ingegnere Antonio Monterumici, che ne stravolsero la fisionomia: la lanterna sommitale - coperta da cupolino plumbeo - già in stato di rovina, venne abbattuta con gran parte della cella campanaria. Si ricostruì innalzandola di alcuni metri e terminandola con merli ghibellini neoromanici. L'antico orologio venne sostituito da un meccanismo più avanzato, dotato di due lancette. Pure il quadrante venne cambiato, con uno più piccolo in pietra.
Nella cella campanaria è ospitata la campana civica a slancio - fusione De Poli di Vittorio Veneto - pesante circa 2700 chilogrammi oggi battuta a martello ad ogni ora. La campana civica è terza per dimensioni nel Veneto dopo la Campana Granda di Padova e il Rengo di Verona.
Durante il Secondo Conflitto Mondiale, in cima alla torre, era posta su un palo di ferro una sirena antiaerea che alle 12:30 del 7 aprile 1944 diede insieme ad altre (di cui non si sa dove fossero posizionate) il segnale del tragico bombardamento aereo da parte degli statunitensi.
Il comune di Treviso ha in progetto di rendere accessibile il monumento ai visitatori.

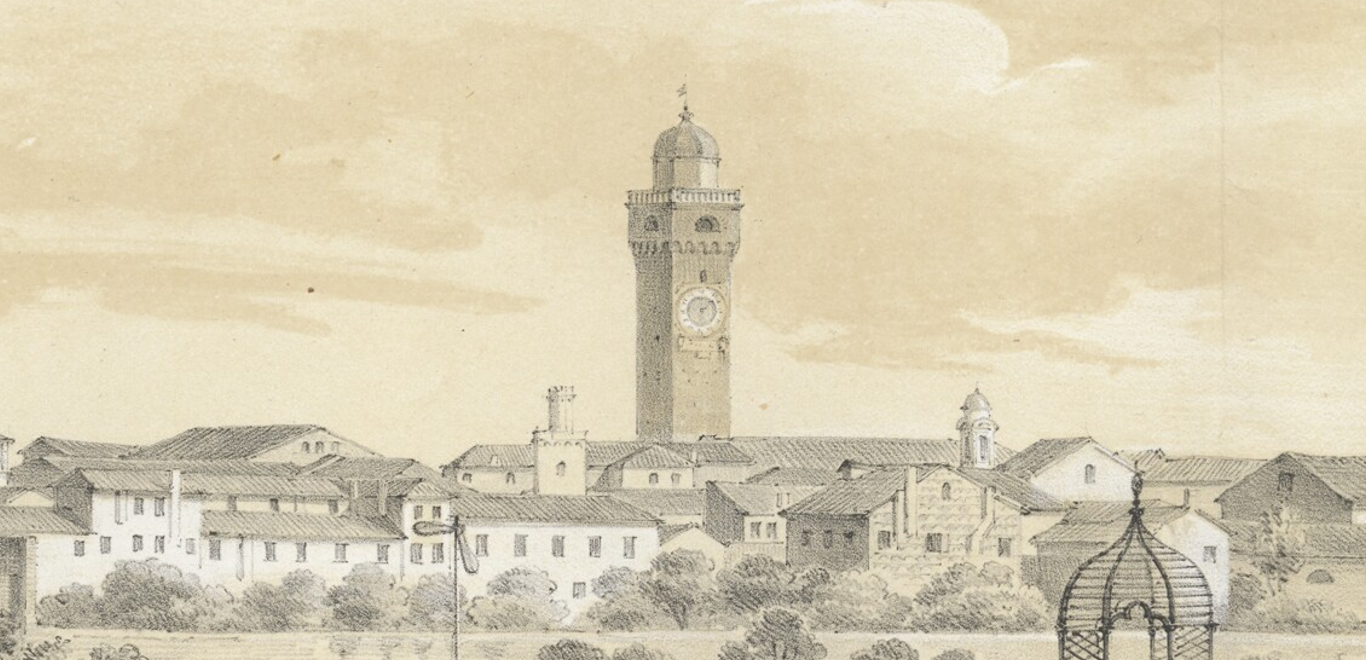
La torre civica, con la cupola in piombo, nella veduta di Treviso di Marco Moro del 1853 (particolare).